# Bernardo Timmermann

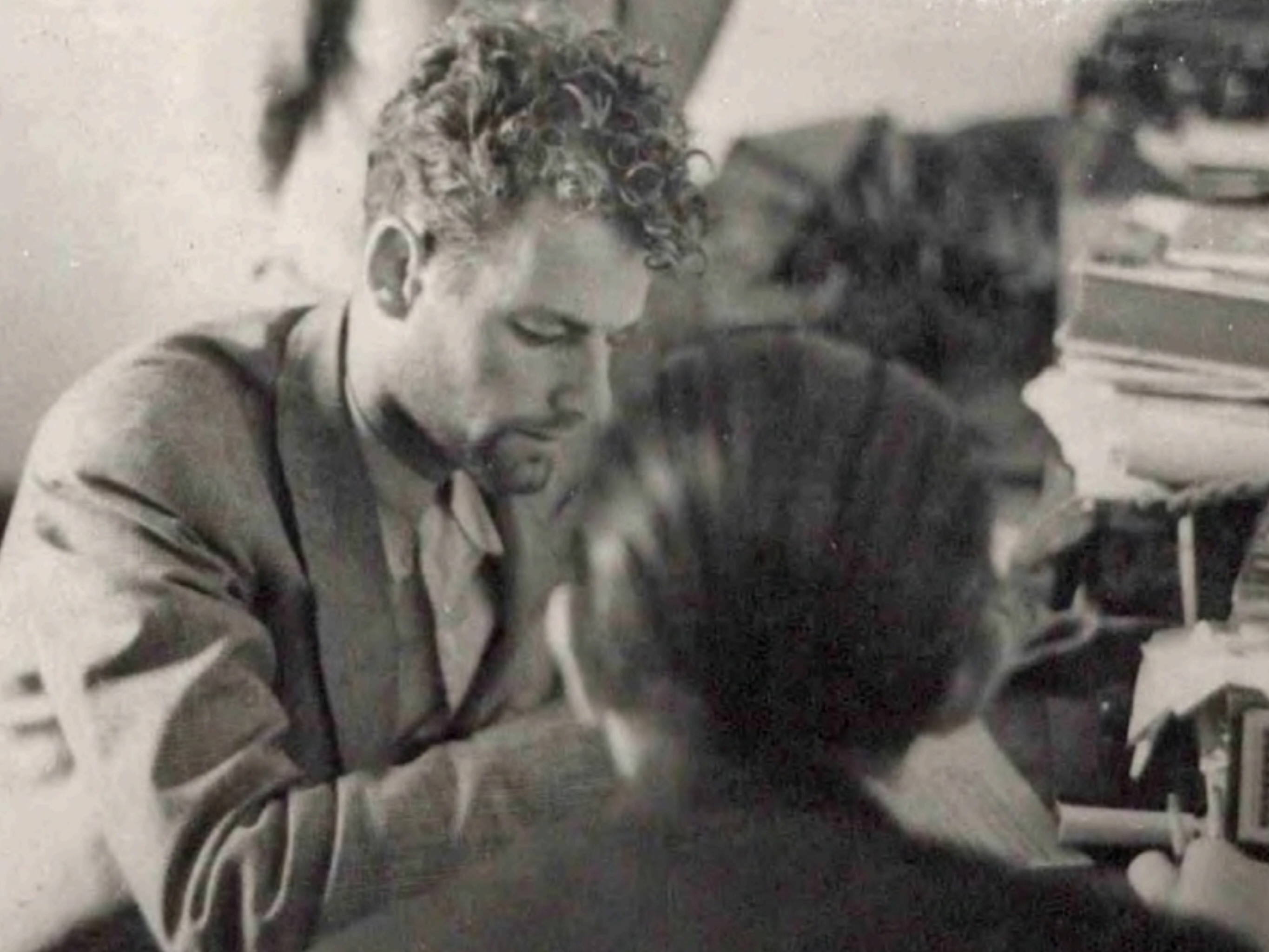
Bernardo Timmermann (1944)

Bernardo Francisco Timmermann Buschung (* 18. August 1912 in Concepción; † 1. November 1986 im Santiago de Chile) war ein chilenischer Fotograf, Bergsteiger und Politiker deutscher Herkunft. In Chile wurde er 1944 wegen Spionage im Auftrag der Großdeutschen Reichsregierung während des Zweiten Weltkriegs angeklagt. Während der Regierungszeit des Diktators Augusto Pinochet war er zwischen 1976 und 1981 Bürgermeister von Cabrero.

## Leben
Bernardo Timmermann war Sohn der deutschen Einwanderer Richard Timmermann und Adelhaide Bouschong, die um 1845 nach Chile gekommen waren. 
Während der Zeit der Dritten Reiches in Deutschland und des Zweiten Weltkriegs bestanden in Südamerika innerhalb der Gemeinschaften deutscher Einwanderer Gruppen mit nationalsozialistischer Ideologie. Timmermann leistete als ein Teil dieser Gruppen Spionagedienste gegen die chilenische Regierung. Deutsche Spione unterhielten ein Funknetz, über das sie geheime Informationen nach Deutschland übermittelten. Den chilenischen Ermittlern gelang es, das Netzwerk zu zerstören, und die Beteiligten wurden von der chilenischen Justiz strafrechtlich verfolgt, darunter ihre Hauptführer Albert von Appen, Augusto Kroll und Timermann selbst.
Timmermann verbüßte eine Haftstrafe und zog später nach Yumbel in der Region del Biobío, wo er ausgedehntes Ländereien neben dem beliebten Ferienort Laja-Fälle kaufte. Im Jahr 1968 enteignete die chilenische Regierung im Rahmen der Landreform 9,6 Hektar von Timmermanns Ländereien.